# Ben Pattle
Ben Pattle (1985) es un deportista neozelandés que compitió en triatlón. Ganó una medalla de bronce en el Campeonato de Oceanía de Triatlón de 2010.

## Palmarés internacional
| Campeonato de Oceanía | Campeonato de Oceanía      | Campeonato de Oceanía | Campeonato de Oceanía |
| Año                   | Lugar                      | Medalla               | Prueba                |
| --------------------- | -------------------------- | --------------------- | --------------------- |
| 2010                  | Wellington (Nueva Zelanda) | Medalla de bronce     | Individual            |